# 슬래시닷
슬래시닷(Slashdot)은 기크넷 소유의 기술 관련 뉴스 웹사이트이다. 뉴스 기사 요약과 링크는 슬래시닷의 독자들이 제출하며 각 이야기는 사용자들 사이의 스레드 토론 주제가 된다. 토론은 사용자 기반 중재 시스템을 통해 관리를 받는다.
슬래시닷의 트래픽은 매달 550만 사용자에 육박하며 이 사이트는 2000년 People's Voice Awards를 포함하여 20개 이상의 상을 받았다. 가끔씩 스토리는 막대한 트래픽을 일으킬 정도로 서버에 링크되고는 하는데 이러한 현상을 슬래시닷 효과라고 한다.

## 같이 보기
- 블로그
- 디그
- 슬래시 (소프트웨어)